# Kuphabal állomás
Kuphabal (Gupabal) állomás a szöuli metró 3-as vonalának állomása Szöul Unphjong-ku (Eunpyeong-gu) kerületében. Nevét a Phabal (Pabal) nevű Csoszon (Joseon)-kori postaállomásról kapta, amely ebben a városrészben állt.

## Látnivalók
A közelben található a Csingvan (Jingwan) közösségi park, Kuphabal (Gupabal)-vízesés, Pukhanszan (Bukhansan) Nemzeti Park és a Szoorung (Seooreung) királysír.

## Viszonylatok
| 3-as vonal                            | 3-as vonal | 3-as vonal                              |
| ------------------------------------- | ---------- | --------------------------------------- |
| Csicshuk (Jichuk) Tehva (Daehwa) felé | fő vonal   | Jonsinne (Yeonsinnae) Ogum (Ogeum) felé |